# Embalse del Mas de Franxo
El embalse del Mas de Franxo es una pequeña infraestructura hidráulica española situada en el municipio de Horta de San Juan, en la comarca de la Tierra Alta, provincia de Tarragona, Cataluña.
Por un lado, en cuanto a la vegetación, destaca la presencia de vegetación helófita de las márgenes y el interior de la lámina de agua. Así, aunque se puede encontrar cañizo o juncos, destacan las comunidades dominadas por mansiega (cladium mariscus) y por otras ciperáceas. Forman herbazales de uno a dos metros de altura, densos, poco ricos florísticamente y con la base sumergida dentro del agua buena parte del año. Se trata de una comunidad con una frecuencia rara dentro del territorio catalán y muy amenazado teniendo en cuenta su vulnerabilidad.